# Артигас (город)
Арти́гас (исп. Artigas) — город в Уругвае; административный центр департамента Артигас. Получил название по имени национального героя Уругвая, Хосе Хервасио Артигаса.

## История
Был основан 12 сентября 1852 года доном Карлосом Катала под названием Сан-Эгенио-дель-Куарейм. 8 сентября 1884 года стал административным центром департамента. 31 августа 1915 года согласно акту Nº 5.330 получил статус города (Ciudad) и современное название.

## География и климат
Расположен на крайнем севере страны, на границе с Бразилией, что делает Артигас самым удалённым городом Уругвая от Монтевидео — около 600 км. Соединён с бразильским городом Куараи мостом Конкордиа. С остальной частью Уругвая Артигас соединяют две национальные трассы: Ruta 30 и Ruta 4. Имеется небольшой аэропорт, который в настоящее время не принимает регулярные рейсы. Артигас — крупный центр торговли зерном (главным образом кукурузой). В районе города осуществляется добыча драгоценных камней, преимущественно агатов и аметистов, которые впервые были найдены в этих местах в 1860 году.
Климат города характеризуется как влажный субтропический, с тёплым или жарким летом и прохладной зимой. Среднегодовая температура составляет 19 °C. Среднее годовое количество осадков — 1453 мм.

## Население
Население по данным переписи 2011 года составляет 40 658 человек. Среди населения наряду с испанским языком распространён так называемый портуньол — смесь испанского и португальского, характерная для большинства приграничных районов Уругвая и Бразилии.
| Год  | Население |
| ---- | --------- |
| 1852 | 335       |
| 1908 | 8857      |
| 1963 | 23 429    |
| 1975 | 29 256    |
| 1985 | 35 117    |
| 1996 | 40 244    |
| 2004 | 41 687    |
| 2011 | 40 658    |

Источник: Instituto Nacional de Estadística de Uruguay

## Города-побратимы
- Куараи, Бразилия
- Парана, Аргентина
- Арика, Чили